# Cäcilie von Brockdorff
Cäcilie Baronin von Brockdorff, geb. Kabrun (* 21. Oktober 1837 in Berlin; † 30. April 1912 auf Schloss Annettenhöh in Schleswig) war eine deutsche Malerin und Herausgeberin.

## Leben
Cäcilie von Brockdorff war die Tochter des Berliner Rentiers, Rittergutbesitzers auf Sonnenburg und dann Oberau und Erbauers der Villa Kabrun August Kabrun (* August 1807; † 1878 in Leipzig), Sohn des Kaufmanns Jacob Kabrun, und dessen Ehefrau Florentine Luise Henriette (Flora) (* 28. Mai 1811 in Berlin; † 21. Mai 1879 ebenda), Tochter des Ministerialbeamten Georg Heinrich Ludwig Nicolovius und eine Enkelin von Johann Wolfgang von Goethes Schwester Cornelia.
Ihre Schwester Cornelia Anna Lydia Emilie Kabrun (* 28. September 1843 in Berlin; † 24. Januar 1916 in Schwerin), war mit dem preußischen Oberstleutnant Wilhelm Ulrich von Stralendorff (1823–1886) verheiratet.
Ihr Urahn war Lucas Cranach der Ältere.

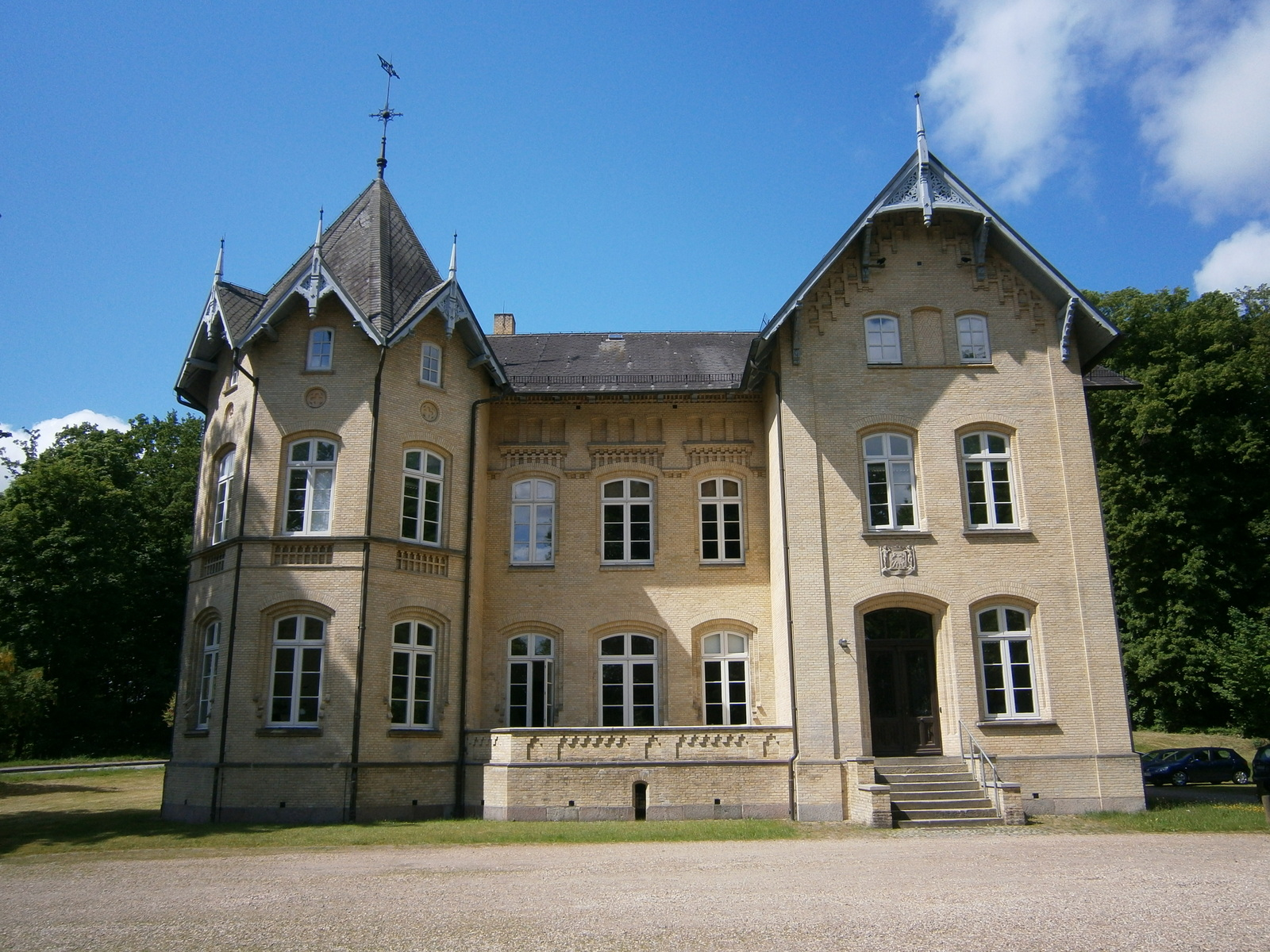
Schloss Annettenhöh, heute in Nutzung des Archäologischen Landesamtes Schleswig-Holstein

Sie wuchs in großbürgerlichen Verhältnissen in Berlin auf und es gelang ihr schon als junges Mädchen, im Umfeld des Berliner Hofes Freunde und Verehrer zu finden,
insbesondere König Wilhelm I., mit dem sie lange eine Korrespondenz führte und der sie noch 1867 in Schleswig besuchte. 
Im Alter von 17 Jahren heiratete sie am 16. Juni 1854 den fast fünfzigjährigen dänischen Diplomaten Ulrich Ludwig Hans von Brockdorff, der gerade als Geschäftsträger der dänischen Gesandtschaft nach Berlin gekommen war und 1855 den Posten des dänischen Gesandten übernahm. Nach sechsjährigem Aufenthalt am Berliner Hof übersiedelte die Familie 1860 nach Madrid und später nach Lissabon, wo ihr Ehemann einen Gesandtschaftsposten innehatte. Im Mai 1863 quittierte er seinen Dienst als bevollmächtigter Minister und nahm seinen Ruhesitz anfangs im Bielkeschen Palais im Schleswiger Friedrichsberg, dann auf Annettenhöh bei Schleswig. 1859 war ihr Sohn Ulrich Bertram geboren, dieser verstarb bereits jedoch 1866. Am 6. Januar 1873 adoptierten Ulrich und Cäcilie von Brockdorff den vierjährigen Grafen Ulrich von Rantzau, der unter dem Namen Ulrich von Brockdorff-Rantzau bekannt und in den Jahren 1918/1919 Außenminister wurde.
Seit 1875 sehr wohlhabende Witwe, zeichnete und malte Cäcilie dilettierend Architektur und Landschaft der Umgebung; vermutlich wurde sie hierbei angeregt durch den, seit 1875 auf dem Schleswiger Erdbeerenberg wohnenden, Maler Christian Carl Magnussen. Sie nahm mit verschiedenen Blumenstillleben an den Ausstellungen des Vereins der Berliner Künstlerinnen in den Jahren 1867, 1869, 1871 und 1873 teil.
1901 beteiligte sie sich im Flensburger Museum an einer Ausstellung mit den Bildern Fürstenstuhl auf Schloß Gottorf und Schloß Gottorf.
Die Federzeichnung, die sie vom historischen Hohen Tor schuf, diente später der Gesellschaft für Schleswiger Stadtgeschichte als Vorlage für die Titelgestaltung der jährlichen Beiträge.
1902 gab sie die Briefe der Frau von Rath an ihre lieben kleinen Enkeleins heraus; dies waren Briefe von Goethes Mutter Catharina Elisabeth Goethe an Cäcilies Großmutter Louise Nicolovius. Die Schrift, die Ludwig Preller, Otto Jahn und Hermann Härtel ihrem gemeinsamen Freund Salomon Hirzel als Geschenk überreichten, wurde bereits 1855 in kleiner Auflage gedruckt und ist nicht in den Buchhandel gekommen.

## Mitgliedschaften
- Sie war von 1867 bis 1873 Mitglied im Verein der Berliner Künstlerinnen.
- Vermutlich wurde sie, unter Einfluss des Malers Magnussen, Mitglied des Schleswig-Holstein-Altertumvereins und des Schleswiger Museums.

## Werke (Auswahl)
Das von 1882 bis 1902 geführte Skizzenbuch von Cäcilie von Brockdorff befindet sich im Besitz des städtischen Museums Schleswig.

### Schriften
- (Hrsg.): Briefe der Frau Rath an ihre lieben Enkeleins. Leipzig: Brockhaus 1902